# ArcelorMittal Hunedoara
ArcelorMittal Hunedoara (fost Combinatul Siderurgic Hunedoara – Siderurgica S.A.) este un combinat siderurgic din România. Compania produce țagle pentru țevi, profile grele mijlocii și ușoare, oțel beton, sârmă, profile speciale și pentru minerit.
Combinatul Siderurgic Hunedoara a fost preluat în anul 2004 de grupul Mittal Steel din India.
Ulterior, combinatul și-a schimbat denumirea, din Mittal Steel Hunedoara în ArcelorMittal Hunedoara, ca urmare a preluării, în 2015 a grupului siderurgic european Arcelor de către Mittal Steel.

## Istoric

### Începuturi

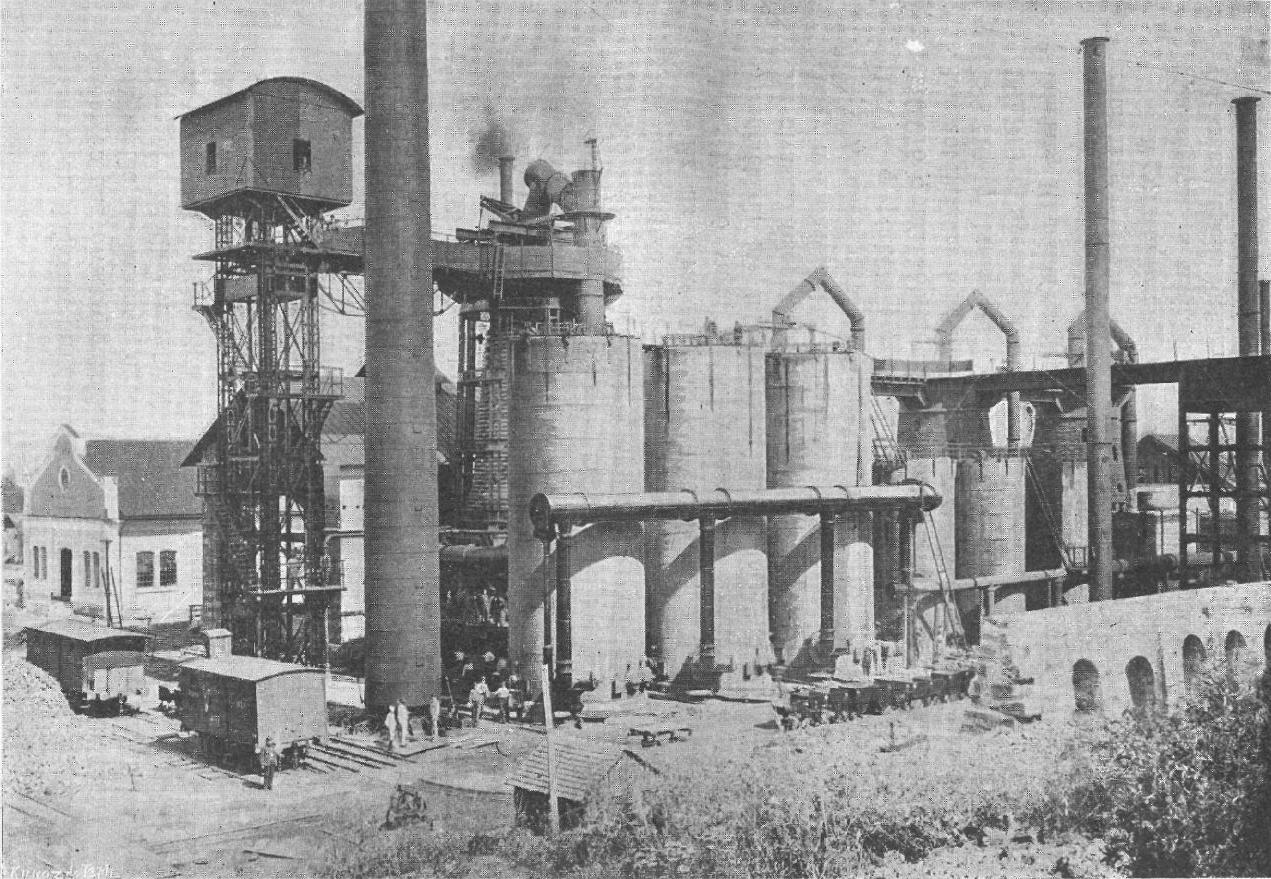
Uzina metalurgică de la Hunedoara în 1896

Sunt mai mulți factori care au contribuit la înființarea unei uzine metalurgice în zona care la vremea respectivă aparținea Austro-Ungariei: dezvoltarea tehnologică de la sfârșitul secolului al XIX-lea ce a avut ca rezultat creșterea producției de oțel prin noi tehnici, amplificată și de cererea tot mai mare de metal pentru Armata Austro-Ungară; metodele învechite și neprofitabile ale atelierelor din zonă; construcția unei căi ferate și creșterea pieței de desfacere prin deschiderea unor noi uzine mecanice în Transilvania.
Un rol important în înființarea uzinei a avut primarul George Dănilă al Hunedoarei.
Construcția a început în august 1882 prin două furnale de 14,40 metri înălțime și un volum de 110 m3. Construcția celui de-al treilea furnal, cu o capacitate de 40-50 de tone pe zi, a început în 1884. Construcția celui de-al patrulea, cu o capacitate de 10-150 tone pe zi, a început în 1885 iar al cincilea, care putea produce 80-150 tone pe zi, în 1903. Primele trei furnale foloseau drept combustibil mangalul iar ultimele două cocsul.
Minereul de fier era extras la Ghelari, situat la aproximativ 16 km de uzină, și era transportat printr-un funicular construit în aceeași perioadă cu primul furnal. Producția tot mai mare de fontă a dus la creșterea cererii pentru minereu de fier ceea ce a avut ca rezultat extracția masivă a depozitelor din Munții Poiana Ruscă. Procesul de extracție la scară industrială a început la Ghelari în 1863, la început prin exploatare la suprafață urmată de extracția prin puț minier din 1881. Deoarece funicularul nu mai putea face față cererii de minereu, a fost construită calea ferată cu ecartament îngust Ghelari-Hunedoara între 1890 și 1900. Tot în aceeași zonă au mai fost construite linia de funicular Govăjdia-Râul Bătrâna în lungime de 18 km pentru transportul mangalului și linia de funicular  în lungime de 14 km pentru transportul mangalului și a calcarului.
Uzina a fost oficial inaugurată pe 12 iunie 1884. În luna mai a anului următor a intrat în funcțiune al doilea furnal iar în anii următori Hunedoara va deveni cel mai important centru siderurgic din zonă. Administrația uzinei s-a mutat în oraș iar vechile ateliere și-au pierdut încet importanța deși Furnalul din Govăjdia a rămas în funcțiune până în 1918. În 1886 a început la Hunedoara procesul de transformare a fontei în oțel folosind noi tehnologii. Înainte de aceasta fonta era trimisă la Cugir, Podbrezová, Diósgyőr dar rezultatele tehnice și economice erau nesatisfăcătoare.
Inaugurarea celui de-al treilea furnal în 1890 a dus la demararea oficială a procesului de transformare a fontei în oțel; acest lucru s-a întâmplat în 1892 prin construcția a două furnale cu vatră deschisă Martin de 12 tone și două convertoare Bessemer. Al patrulea furnal, cu un volum de 288 m3 și cu 3,3 metri mai înalt decât celelalte, a început producția în august 1895, atingând într-o lună capacitatea planificată de 109 tone pe zi.

### Perioada interbelică
Transilvania s-a unit cu România în 1918 iar uzina a intrat în posesia Guvernului României un an mai târziu. După 1920 uzina, cunoscută acum sub numele de Uzinele de Fier Hunedoara, a continuat să fie un centru siderurgic și minier, deținând o capacitate de producție considerabilă și având în proprietate numeroase surse de materie primă: mine de fier la Ghelari, Cerbăl și Vadu Dobrii; concesiuni miniere la Lunca Cernii de Jos, Alun, Sălciua, Rimetea, Zlatna și una lângă Odorheiu Secuiesc; cinci furnale ce produceau 119.000 tone pe an; un atelier pentru turnarea pieselor de fontă cu o capacitate de 1.500 tone pe zi; un atelier de bolțar ce putea produce până la 1.200.000 cărămizi pe an; mină de calcar la Bunila; un număr de depozite de cărbuni pentru obținerea mangalului pentru furnale; un furnal la Govăjdia; o hidrocentrală de 400 CP; o linie de funicular pentru transportul materialelor și ateliere pentru producerea uneltelor agricole.
Între 1937 și 1940 a fost construită o secție modernă de producere a oțelului și o secție de rulare cu echipamente importate din Germania Nazistă. Aceste două secții ocupau o suprafață de 8.500 m2 și erau echipate cu patru componente speciale. În primul rând, cele patru furnale cu vatră deschisă Siemens-Martin, încălzite prin șase generatoare de gaz, cu o capacitate de 90.000 lingouri de oțel pe an. Aliajul încărcat în furnale era format din 75% fontă și 25% fier vechi. În al doilea rând, furnalul electric pentru producerea de oțeluri speciale, inclusiv aliaje de crom și tungsten cu o capacitate de până la 6000 tone pe an. În al treilea rând turnătoria pentru turnarea oțelului în lingouri iar în al patrulea rând șapte benzi pentru transportul materiilor prime și a oțelului turnat în lingouri.

### Perioada comunistă

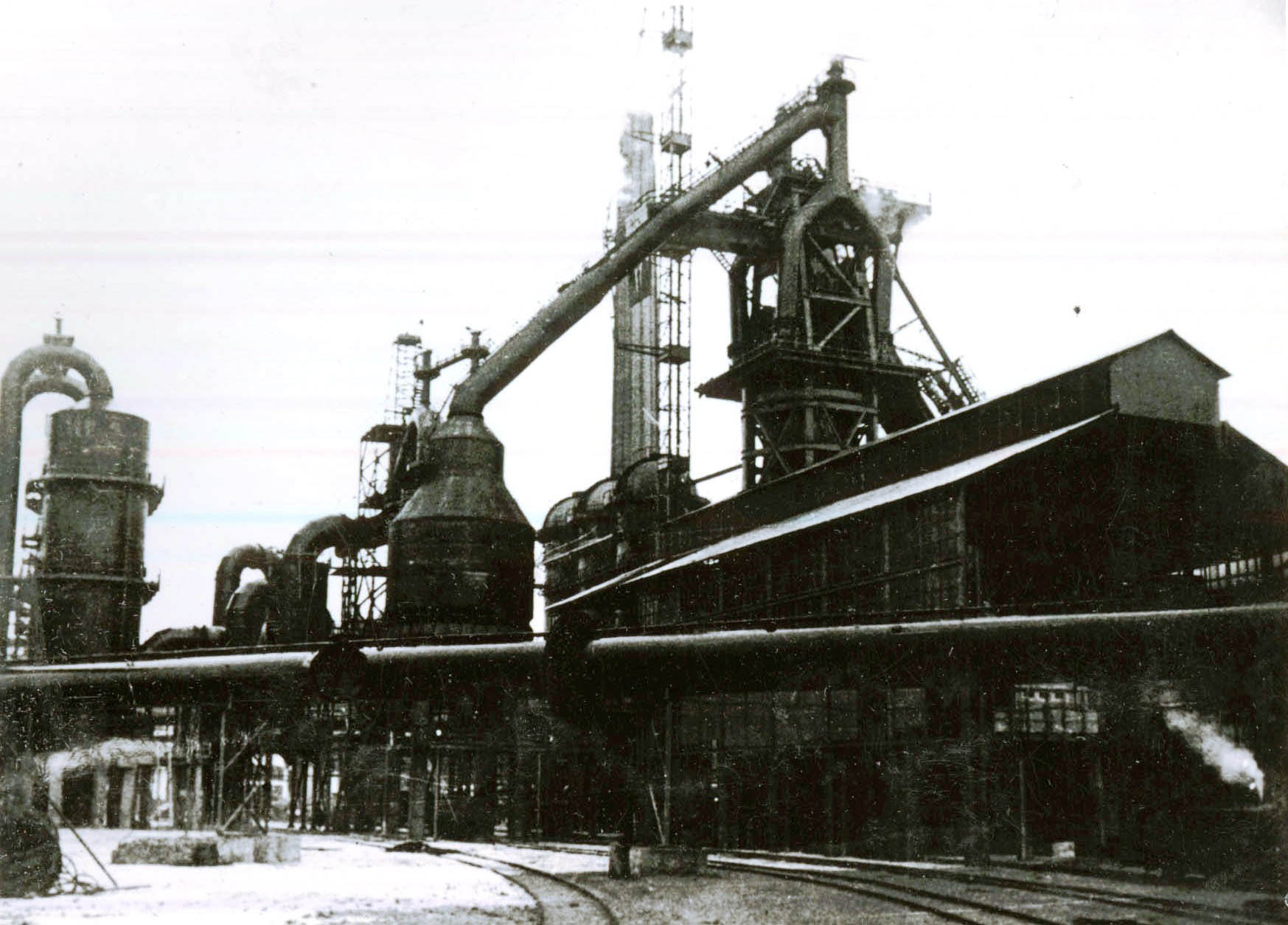
Uzina de la Hunedoara în 1952

În anul 1957 Hunedoara avea o populație de 36.000 de locuitori și își dobândise tot mai mult imaginea de oraș industrial. Uzina, cunoscută în această perioadă sub numele de Combinatul Siderurgic Hunedoara, angaja muncitori din satele învecinate dar și din Moldova și Muntenia, îndemnați să se stabilească în oraș în timpul procesului de industrializare forțată din perioada comunistă. Acest proces a făcut ca populația orașului să explodeze de la 4.800 de locuitori în 1930 la aproape 90.000 în 1990, Hunedoara devenind astfel cel mai mare oraș mono-industrial din țară. Spre deosebire de alte orașe din România care abia își începeau procesul de industrializare la începutul regimului Ceaușescu, procesul a fost încheiat mai devreme la Hunedoara care în anii 1960 deja avea o comunitate unită iar în 1970 a atins apogeul dezvoltării urbane și industriale. Producția a atins apogeul în 1982-1984 și a stagnat în ultimii ani ai regimului comunist.

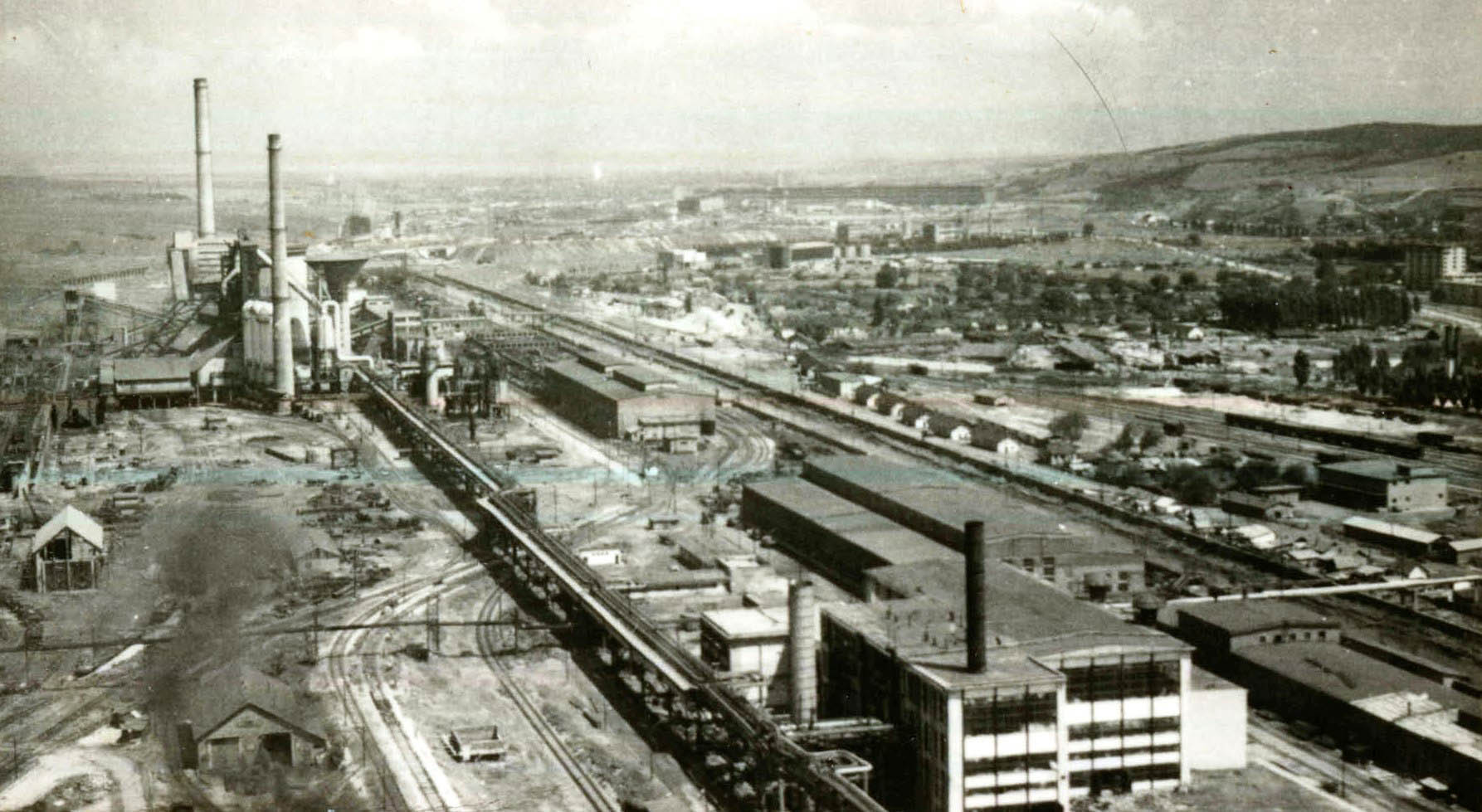
Combinatul Siderurgic Hunedoara în 1970

Hunedoara era principalul producător de profile de oțel lungi din România, realizate în două furnale cu arc electric. Primul, cu o capacitate de 150.000 tone pe an, două furnale de 50 de tone și încă două de 20 de tone pentru turnarea oțelului în lingouri aveau degazeificare prin vacuum și capacitate de retopire a zgurii. Existau și două oțelării echipate cu furnale cu vatră deschisă. Primul avea cuptoare de 100 de tone cu o capacitate de 330.000 tone pe an și o secție de rulare cu o capacitate de 450.000 tone profile ușoare pe an. A doua oțelărie Siemens-Martin avea o capacitate de 3,2 milioane tone pe an și o secție de rulare pentru profile ușoare (440.000 tone pe an), profile grele (1.130.000 tone pe an) și sârmă (280.000 tone pe an). De asemenea se mai producea și oțel inoxidabil pentru rulmenți.

### Privatizarea și urmările
Regimul comunist a căzut în 1989 iar tranziția la economia de piață a pus în dificultate uzina ce folosea tehnologie învechită, tehnologia nemaifiind îmbunătățită din anii 1970. În anii următori au scăzut atât producția cât și numărul de angajați - care era de aproximativ 20.000 în 1993. A urmat un val de șomaj deoarece tinerii au părăsit orașul iar restul care au rămas aveau dificultăți majore în a-și găsi un nou loc de muncă sau alegeau să iasă la pensie mai devreme. În 1991 combinatul a devenit o societate pe acțiuni sub denumirea de Siderurgica Hunedoara. În anul următor, Oțelăria Nr. 1, cu o capacitate de 330.000 tone pe an, a fost închisă precum și trei furnale de la Oțelăria Nr. 2. La jumătatea anului 1999 Oțelăria nr. 2 a fost treptat oprită: mai întâi topitoria, apoi cocseria iar pe 12 iunie, la 115 ani de la inaugurarea uzinei, au fost închise furnalele pentru producerea fontei. Procesul de închidere a continuat în 2003 iar 5.300 de angajați au fost trimiși în șomaj. Compania a devenit Mittal Steel Hunedoara în septembrie 2003 după ce uzina a fost achiziționată de la Statul Român de către Mittal Steel. În 2006, prin preluarea companiei Arcelor de către Mittal pentru a deveni ArcelorMittal, compania și-a schimbat denumirea în ArcelorMittal Hunedoara.

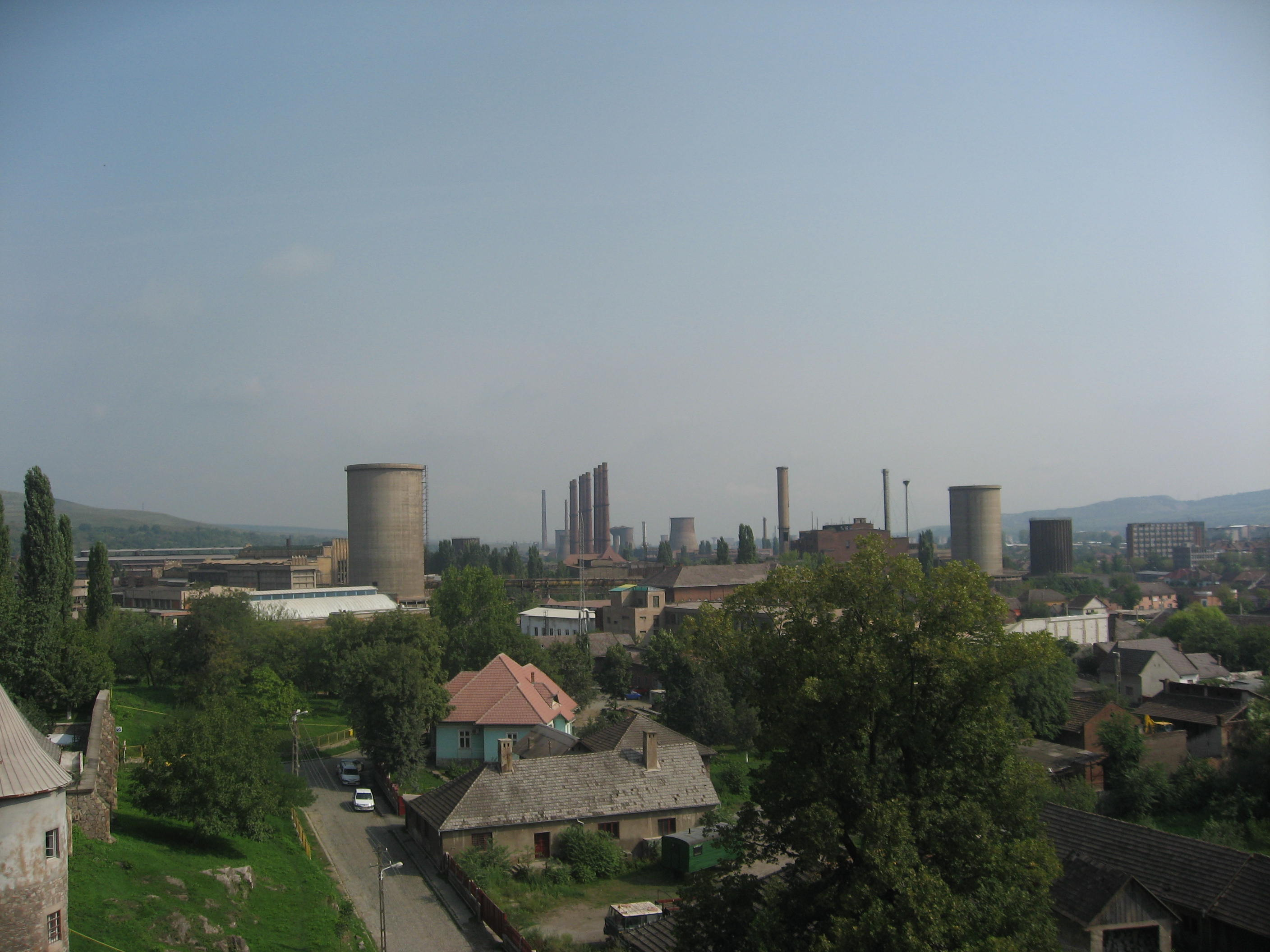
ArcelorMittal Hunedoara în 2007

La ora actuală compania produce țagle pentru țevi; profile grele, medii și ușoare; sărmă pentru beton armat și profile speciale. Numărul de angajați a scăzut la 1260 în 2008. Pentru câteva luni în acel an și în următorul s-a oprit total producția pentru prima dată după 80 ani; cea mai mare parte a producției mergea la export iar Criza Financiară a dus la oprirea comenzilor. La nivelul anului 2011 erau 820 de angajați. În acel an au fost demolate cele opt coșuri, fiecare având o înălțime de 90 de metri și construite în 1957. Acestea au devenit simbol al orașului, fiecare cuptor deservit producând 400 tone de oțel pe tură înainte de 1990 dar care au intrat în degradare. Coșul de la furnalul nr. 4, el însuși demolat în 2004, rămâne în picioare. În cei doi ani ce au precedat această demolare aproape 70% din uzină a fost demolată, inclusiv o centrală electrică construită în anii 1950 ce a trecut prin șapte ani de încercări de demolare și care era considerată blestemată. La nivelul anului 2010 sute de oameni își câștigau existența vânzând fier vechi și cupru din porțiunile nefolosite ale uzinei.
Activitatea metalurgică a cauzat poluare substanțială a aerului, solului și apei la Hunedoara, în special înainte de 1990. Aproximativ 140 ha de teren industrial ce acum aparție orașului este contaminată. Din anul 2004 Mittal a luat măsuri de filtrare a gazelor și de tratare a apei uzate. Sediul administrativ al uzinei, ce a funcționat ca școală pentru muncitori înainte de perioada comunistă, este considerată o clădire istorică dar a fost abandonată după 1990 și a intrat în lipsă de reparații. Scările, cablurile și mobilierul au fost furate și vândute de țigani iar interiorul, adăpost pentru câinii vagabonzi, este plin de documente și mobilier distrus de cei care căutau bunuri. Podul clădirii este răvășit și plin de lilieci iar pivnița este plină cu lăzi și sute de măști de gaze utilizate cândva de Gărzile Patriotice pentru a se proteja de poluarea din uzină.

### Istoria recentă
La 1 decembrie 2011 au fost finalizate lucrările la noul laminor de europrofile al societății, astfel Hunedoara va deveni singurul producător de acest tip de profile din România, producția efectivă va începe din ianuarie 2012, valoare investiției în laminorul de europrofile fiind de 47 milioane euro.

## Compania
Cifra de afaceri (Milioane lei):
| Anul             | 2008 | 2009  | 2010  | 2011 | 2012  | 2013  |
| ---------------- | ---- | ----- | ----- | ---- | ----- | ----- |
| Cifra de afaceri | 592  | 132,9 | 282,4 | 388  | 435,6 | 499,6 |

Număr de angajați:
| Anul         | 1993   | 2008  | 2012 |
| ------------ | ------ | ----- | ---- |
| Nr. angajați | 20.000 | 1.200 | 800  |